# 羅斯曼

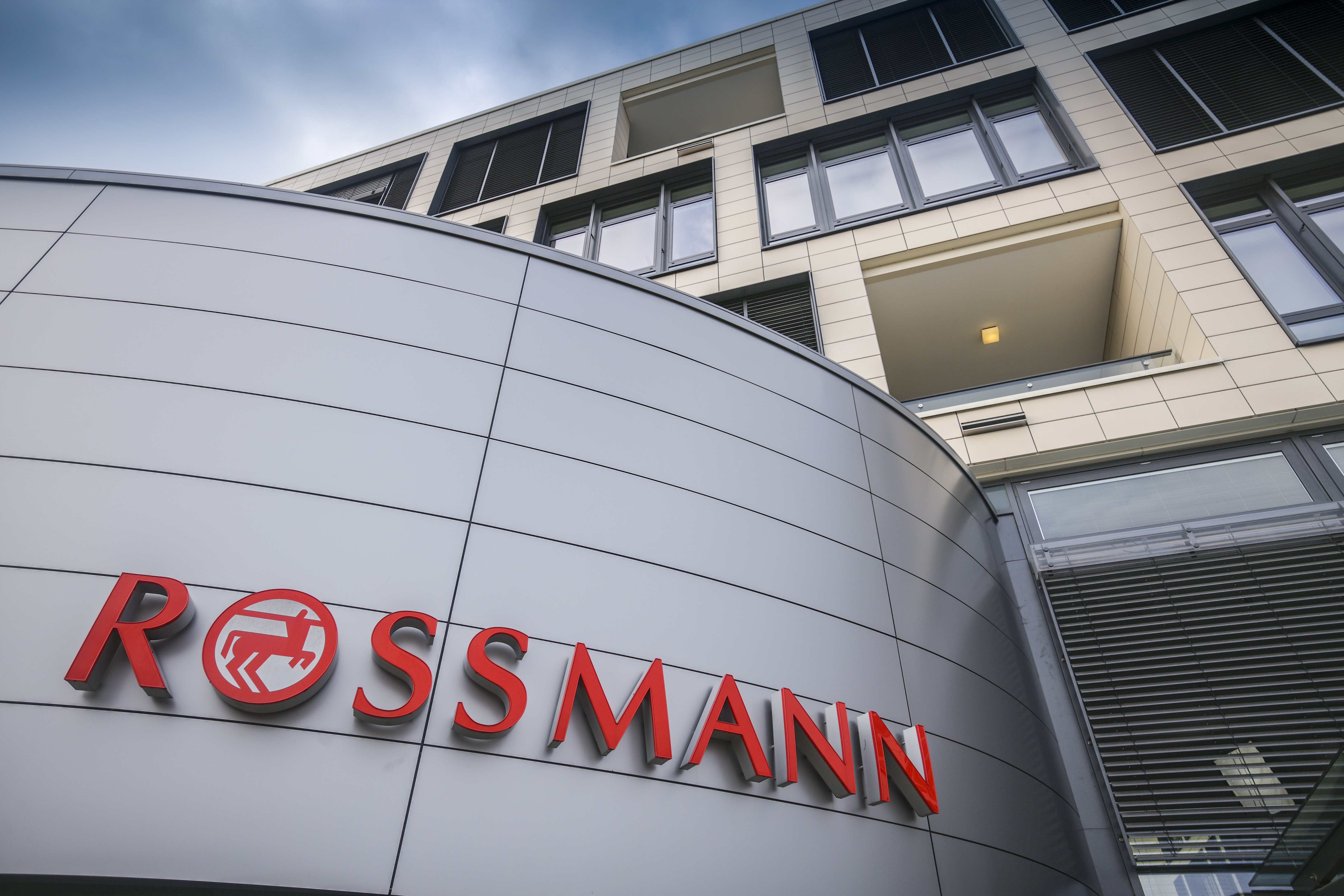
羅斯曼

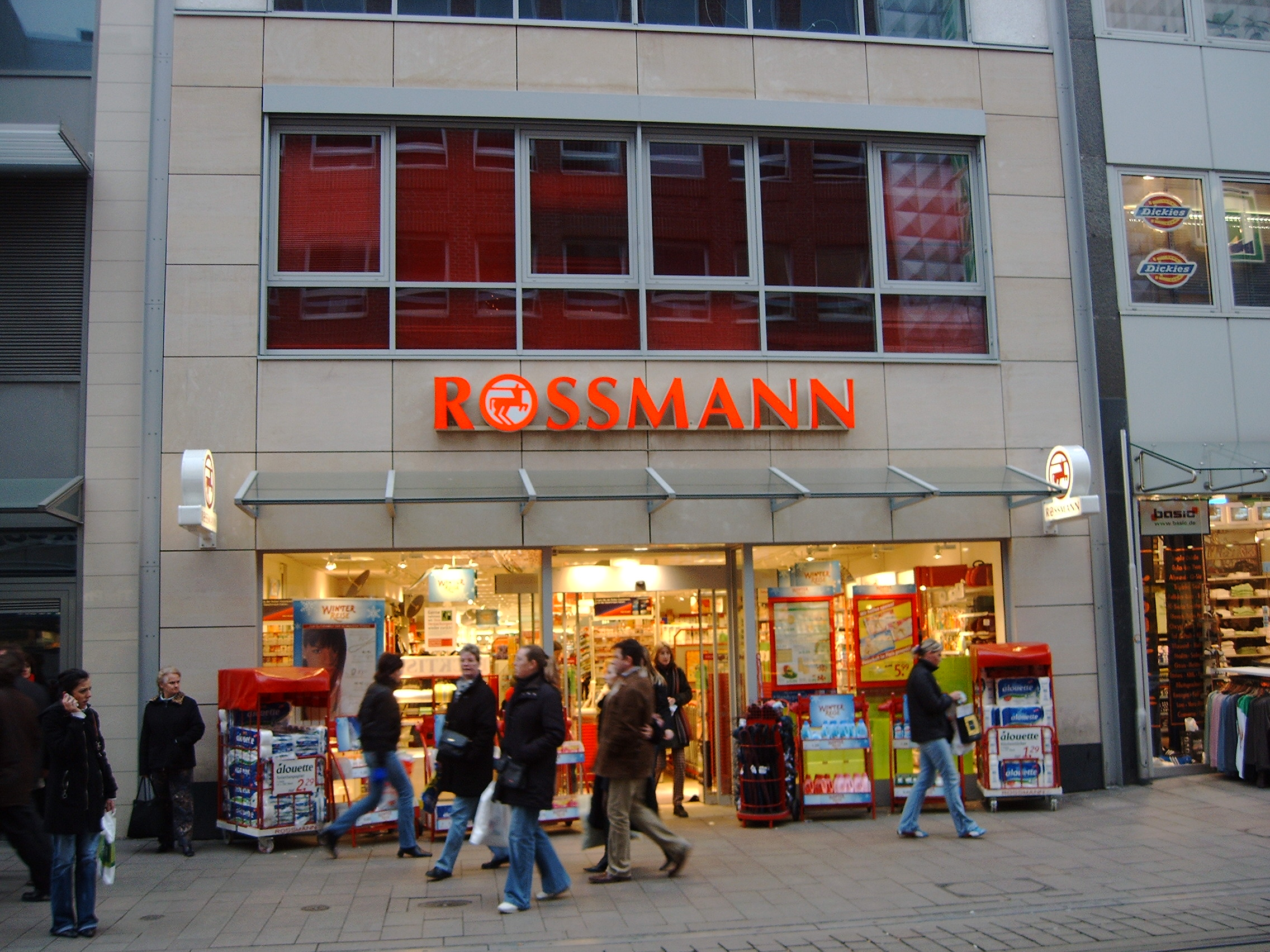
位於德國不來梅的羅斯曼

羅斯曼是德國的第二大藥品連鎖店(僅次於迪姆藥妝)，在歐洲擁有超過3 790間分店 。羅斯曼於1972年由Dirk Rossmann在漢諾威創立，當時他25歲。
羅斯曼家族擁有60％股份，而香港的屈臣氏集團則有40%的股份。該公司的總部設在德國漢諾威附近的小鎮布格韋德爾。

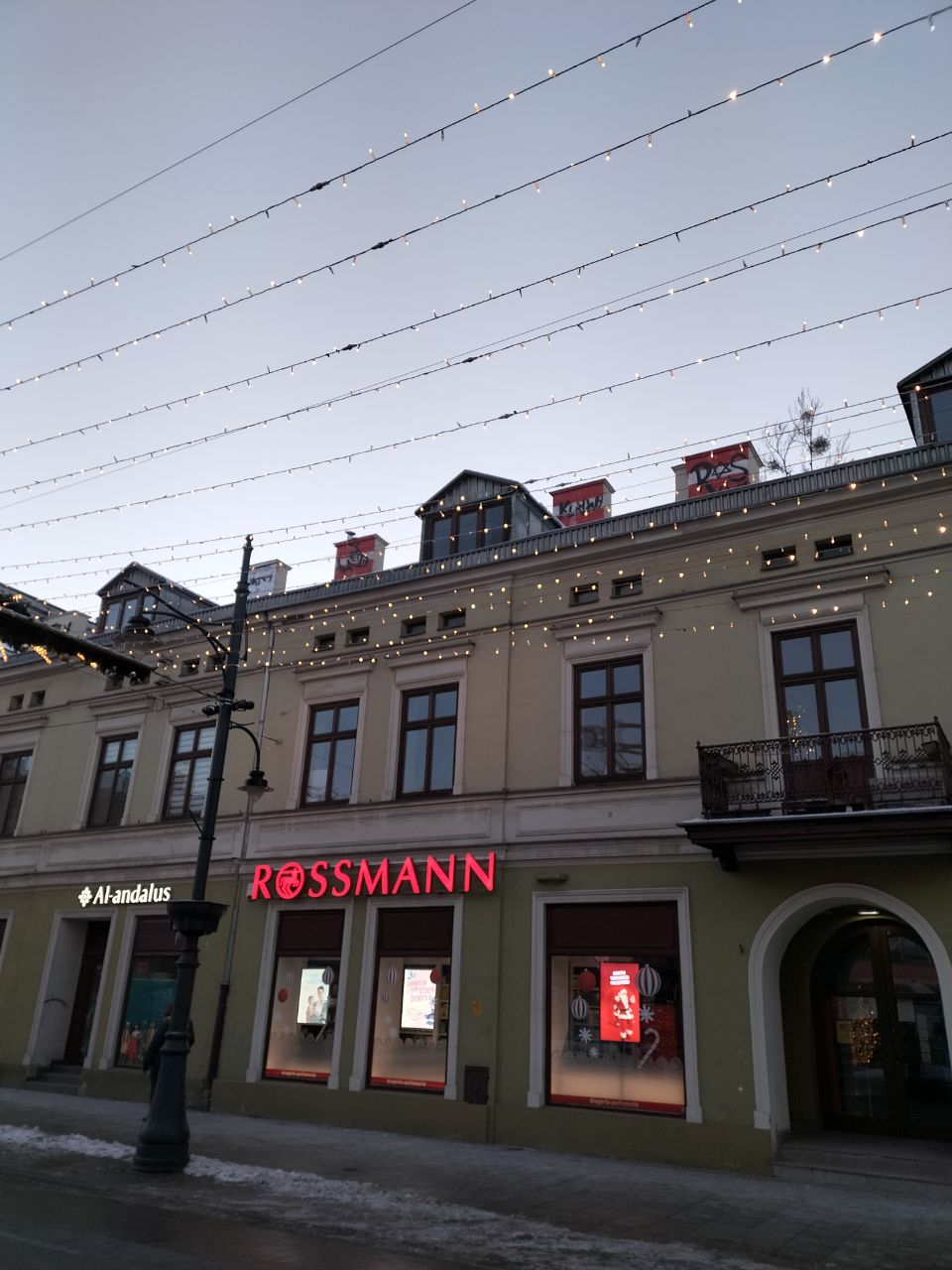